# Liniparhomaloptera monoloba
Liniparhomaloptera monoloba är en fiskart som först beskrevs av Mai, 1978.  Liniparhomaloptera monoloba ingår i släktet Liniparhomaloptera och familjen grönlingsfiskar. IUCN kategoriserar arten globalt som otillräckligt studerad. Inga underarter finns listade i Catalogue of Life.